# هنري بي. غراي
هنري بي. غراي (بالإنجليزية: Henry B. Gray)‏ هو سياسي أمريكي، ولد في 8 فبراير 1867 في مقاطعة كالهون في الولايات المتحدة، وتوفي في 30 أبريل 1919. حزبياً، نشط في الحزب الديمقراطي.